# Шатіва
Шатіва, Хатіва (валенс. Xàtiva (офіційна назва), ісп. Játiva) — муніципалітет в Іспанії, у складі автономної спільноти Валенсія, у провінції Валенсія. Населення — 29 361 особа (2010).

## Географія
Муніципалітет розташований на відстані близько 320 км на південний схід від Мадрида, 55 км на південь від Валенсії.
На території муніципалітету розташовані такі населені пункти: (дані про населення за 2010 рік)
- Анауїр: 96 осіб
- Ель-Реаленго: 1 особа
- Соріо: 30 осіб
- Торре-Льйоріс: 128 осіб
- Шатіва: 29106 осіб

## Демографія
Динаміка населення (INE ):

## Галерея зображень

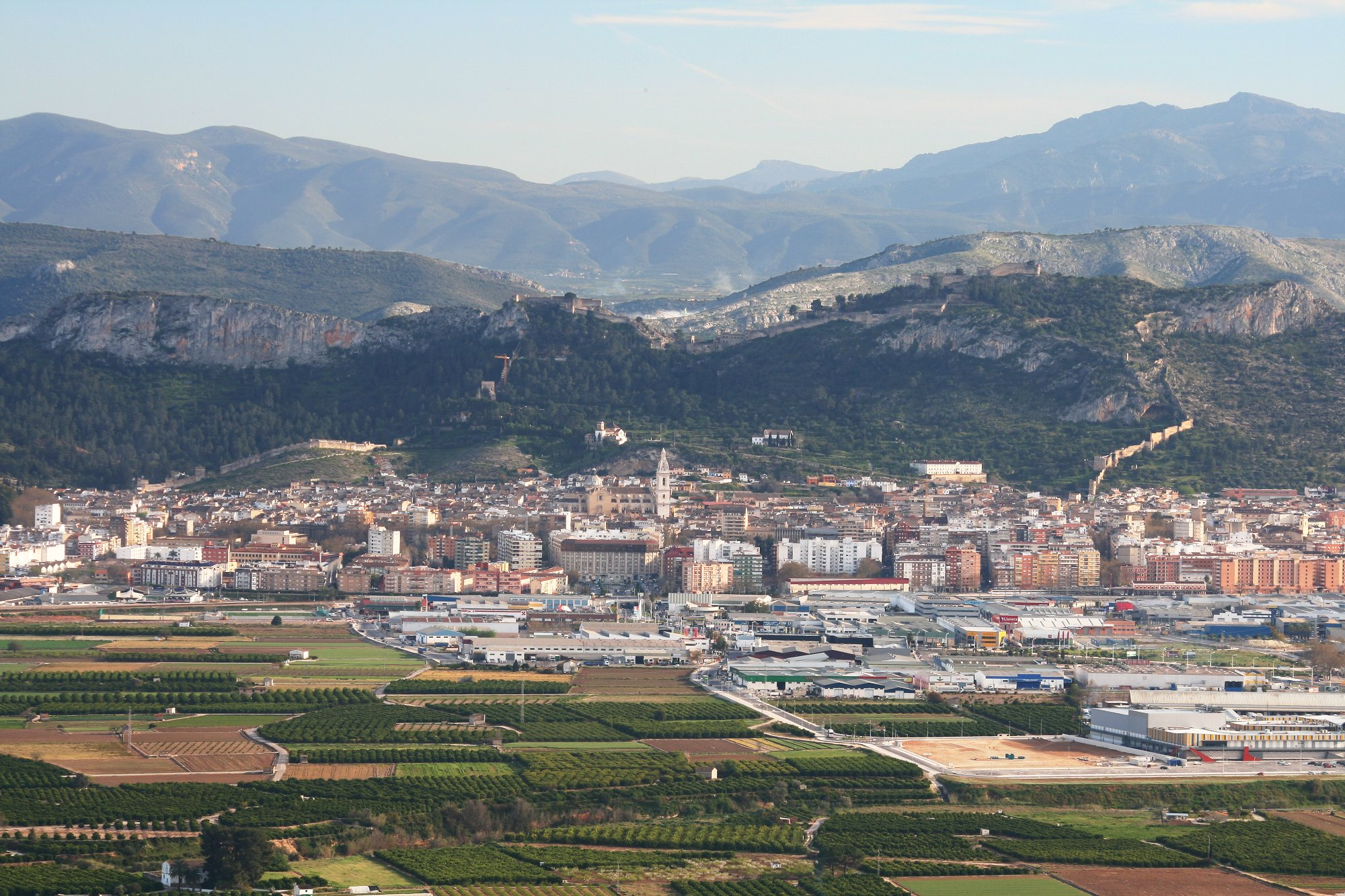
Місто і замок
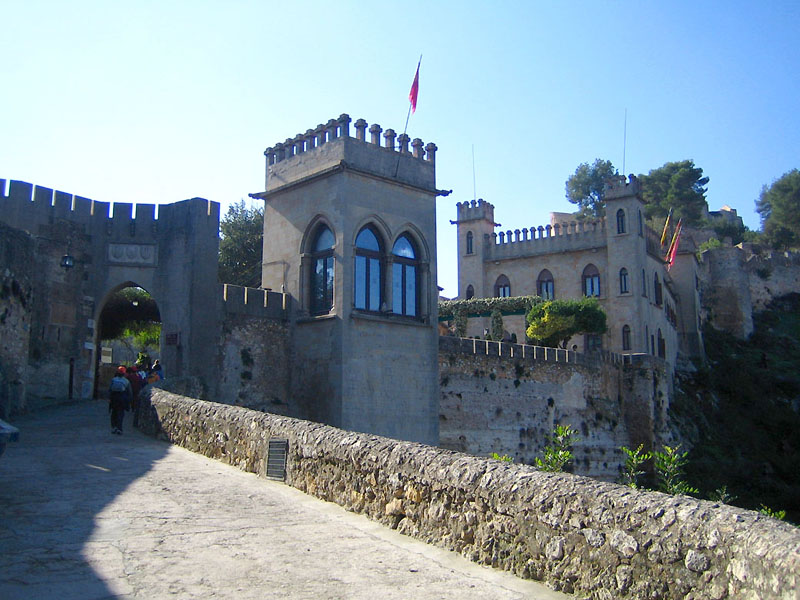
Замок Шатіви
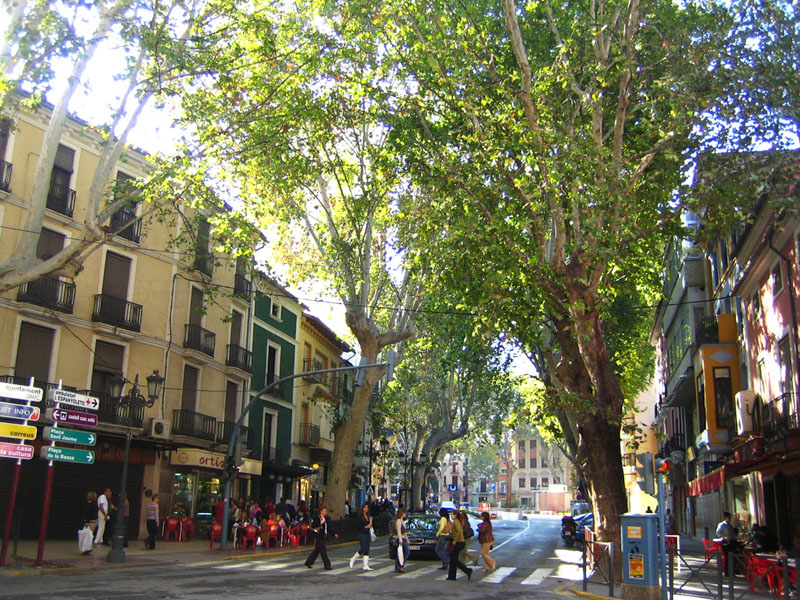
Алея у місті Шатіва